# 크렘 프레슈

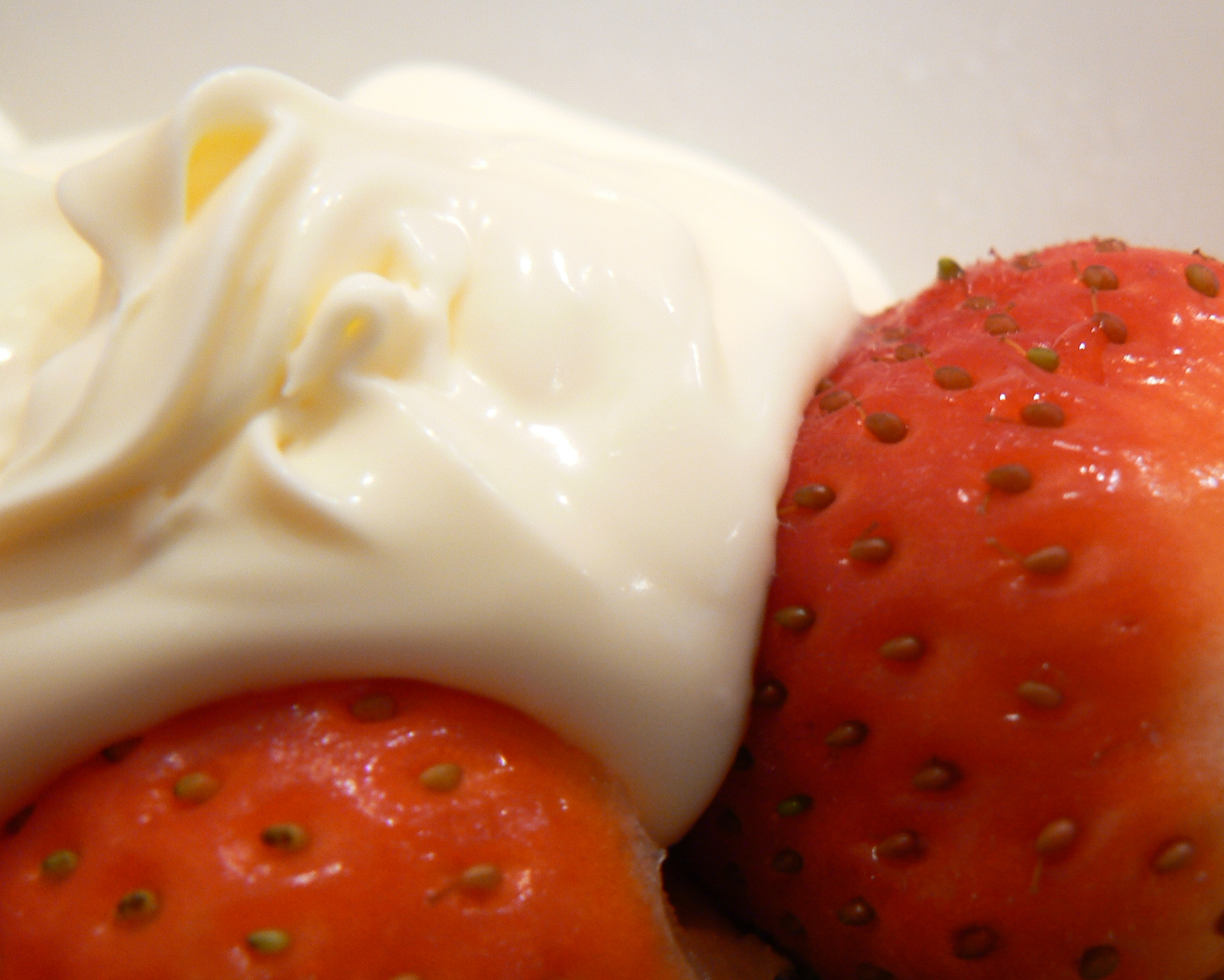
크렘 프레슈와 딸기

크렘 프레슈(Crème fraiche)는 프랑스의 유제품으로, 우유에서 지방분을 뺀 크림을 말한다. 유지방 함량은 약 28%이다.